# Komsomolskoje (Dagestan)
Komsomolskoje (ros. Комсомольское) – wieś w Rosji, w Dagestanie, w rejonie kiziliurtowskim. W 2010 liczyła 6983 mieszkańców, głównie Awarów.